# هنري كوسبي
هنري كوسبي (بالإنجليزية: Henry Cosby)‏ هو منتج أسطوانات وكاتب أغاني أمريكي، ولد في 12 مايو 1928 في ديترويت في الولايات المتحدة، وتوفي بنفس المكان في 22 يناير 2002.

## وصلات خارجية
- هنري كوسبي على موقع IMDb (الإنجليزية)
- هنري كوسبي على موقع ميوزك برينز (الإنجليزية)
- هنري كوسبي على موقع أول ميوزيك (الإنجليزية)
- هنري كوسبي على موقع ديسكوغز (الإنجليزية)